# Црква Светог Марка у Ужицу
Црква Св. Марка у Ужицу, налази се у улици Николе Пашића 41 и представља непокретно културно добро као споменик културе од великог значаја.

## Историјат
Првобитна стара ужичка црква, такође, посвећена Светом апостолу и еванђелисту Марку подигнута је 1721. године. Смештена је у делу града познатом по имену стара Варош или Царина. У времену када су Ужицем владали Турци та богомоља је спаљена и на њеним темељима подигнута садашња црква. Она је подигнута 1828. године, за време кнеза Милоша Обреновића.

## Изглед цркве
Првобитно је обухватала само наос и полигоналну олтарску апсиду, да би јој 1831./1832. била додата припрата са галеријом. Изграђена је у бондруку са испуном од чатме и черпића, док је кров великог нагиба покривен клисом. Над западним прочељем уздиже се мали звоник. У низу архитектонских елемената (декорација северних врата, преграда између припрате и наоса, веза галерије са кулом-звоником) препознају се утицаји исламског градитељства. Када је средином века у Ужицу настала нова црква Светог Ђорђа, старија богомоља је запустела.
У обнови изведеној од 1885. до 1890. године подигнут је високи дрвени звоник са зиданим најнижим нивоом и међуспратним конструкцијама истакнутим испустима у виду надстрешница са шиндром, укупне висине 22 м. По складним облицима и лепоти јединствен је у Србији. Градио га је један ужички сајџија, а ктитори су му биле ужичке занатлије. Дугачак живот старе ужичке цркве илуструје и богата збирка икона. Посебно се издваја италокритско остварење из 16. века, префињено сликана представа Христа Пантократора на златној позадини. Из истог времена је и Богородица са Христом и малим Светим Јованом, која се приписује некој приморској радионици. Заштитни радови на храму Светог Марка извођени су током нашег века у више наврата (1904, 1922, 1951, средина седамдесетих година), при чему је клис замењен шиндром, а бондручна конструкција опеком.